# Seregni-Rosencof
Seregni-Rosencof es el duodécimo libro del autor y periodista uruguayo Fernando Butazzoni. Fue publicado por Editorial Aguilar en octubre de 2002.

## Reseña
Seregni-Rosencof. Mano a Mano es un libro que trata del diálogo de dos hombres diferentes y a la vez cercanos: Líber Seregni y Mauricio Rosencof.
A lo largo de los cincuenta y cinco capítulos del libro de Butazzoni, el general Seregni (que en aquel entonces tenía 85 años) y el escritor Rosencof (69 años) desvelan una parte de la historia del Uruguay. El libro cuenta historias, relata anécdotas, contiene también documentos, fotografías e historias de las conversaciones mantenidas entre ellos entre mayo, junio y julio de 2002.
Los dos entrevistados relatan los tiempos efervescentes del Frente Amplio y el MLN, sus experiencias de confinamiento durante la dictadura y algunos momentos conmovedores de sus vidas, en esta obra removedora, que trasciende a los progagonistas. Existe también un mediometraje de Butazzoni como guionista de "Seregni-Rosencof" en 2002. 